# Gruppo delle Otto
Il Gruppo delle Otto (in inglese: Group of Eight) è un insieme comprendente le otto università più antiche d'Australia. È stato creato come una rete informale dai vicecancellieri di queste università nel 1994, per poi venire ufficialmente formato nel 1999. Il gruppo è spesso considerato come l'equivalente australiano della Ivy League statunitense.

## Membri
| Università                            | Posizione                                        | Anno di fondazione | Motto                           |
| ------------------------------------- | ------------------------------------------------ | ------------------ | ------------------------------- |
| Università Nazionale Australiana      | Canberra (Territorio della Capitale Australiana) | 1946               | Naturam Primum Cognoscere Rerum |
| Università di Melbourne               | Melbourne (Victoria)                             | 1853               | Postera Crescam Laude           |
| Università di Sydney                  | Sydney (Nuovo Galles del Sud)                    | 1850               | Sidere mens eadem mutato        |
| Università del Nuovo Galles del Sud   | Sydney (Nuovo Galles del Sud)                    | 1949               | Scientia Corde Manu et Mente    |
| Università del Queensland             | Brisbane (Queensland)                            | 1909               | Scientia ac Labore              |
| Università Monash                     | Melbourne (Victoria)                             | 1958               | Ancora imparo                   |
| Università dell'Australia Occidentale | Perth (Australia Occidentale)                    | 1911               | Seek wisdom                     |
| Università di Adelaide                | Adelaide (Australia Meridionale)                 | 1874               | Sub Cruce Lumen                 |